# 보아 (밴드)
보아(Bôa)는 영국의 얼터너티브 록 밴드이다. 1993년 런던에서 에드 허튼(Ed Herten)이 밴드를 조직했고, 〈Duvet〉이라는 곡이 애니메이션 《시리얼 익스페러먼츠 레인》의 오프닝에 쓰여 애니메이션 팬들에게서 잘 알려져 있다. 그들은 2000년 Otakon에서 라이브 콘서트를 했다.
2005년 2월 1일에 《Get There》라는 제목의 음반이 발표되었다.

## 멤버
- 재스민 로저스(Jasmine Rodgers) - 보컬, 기타
- 스티브 로저스(Steve Rodgers) - 기타, 보컬
- 알렉스 케어드(Alex Caird) - 베이스
- 리 설리번(Lee Sullivan) - 드럼, 키보드, 퍼커션

### 이전 멤버
- 폴 터렐(Paul Turrell) - 키보드, 기타, 현악기, 퍼커션
- 벤 헨더슨(Ben Henderson) - 기타, 색소폰, 퍼커션
- 에드 허튼(Ed Herten)

### 세션 멤버
- 수 베이커(Sue Baker) - 첫 번째 바이올린
- 주드 고넬라(Jude Gonella) - 두 번째 바이올린
- 케이트 윌스(Kate Wills) - 비올라
- 한나 버치(Hannah Birch) - 첼로

## 음반 목록
- 〈Duvet〉(싱글)
- 《The Race of a Thousand Camels》(1998년)
- 《Tall Snake EP》(1999년)
- 《Twilight》(2001년)
- 《Get There》(2005년)